# Arena (tramhalte)
Arena is een Engelse tramhalte in de Londense gemeente Croydon.
Lijn 1, die langs de halte rijdt, is onderdeel van Tramlink.